# Arakandanallur
Arakandanallur là một thị xã panchayat của quận Viluppuram thuộc bang Tamil Nadu, Ấn Độ.

## Nhân khẩu
Theo điều tra dân số năm 2001 của Ấn Độ, Arakandanallur có dân số 4450 người. Phái nam chiếm 50% tổng số dân và phái nữ chiếm 50%. Arakandanallur có tỷ lệ 75% biết đọc biết viết, cao hơn tỷ lệ trung bình toàn quốc là 59,5%: tỷ lệ cho phái nam là 87%, và tỷ lệ cho phái nữ là 62%. Tại Arakandanallur, 10% dân số nhỏ hơn 6 tuổi.